# Motori di Formula 1

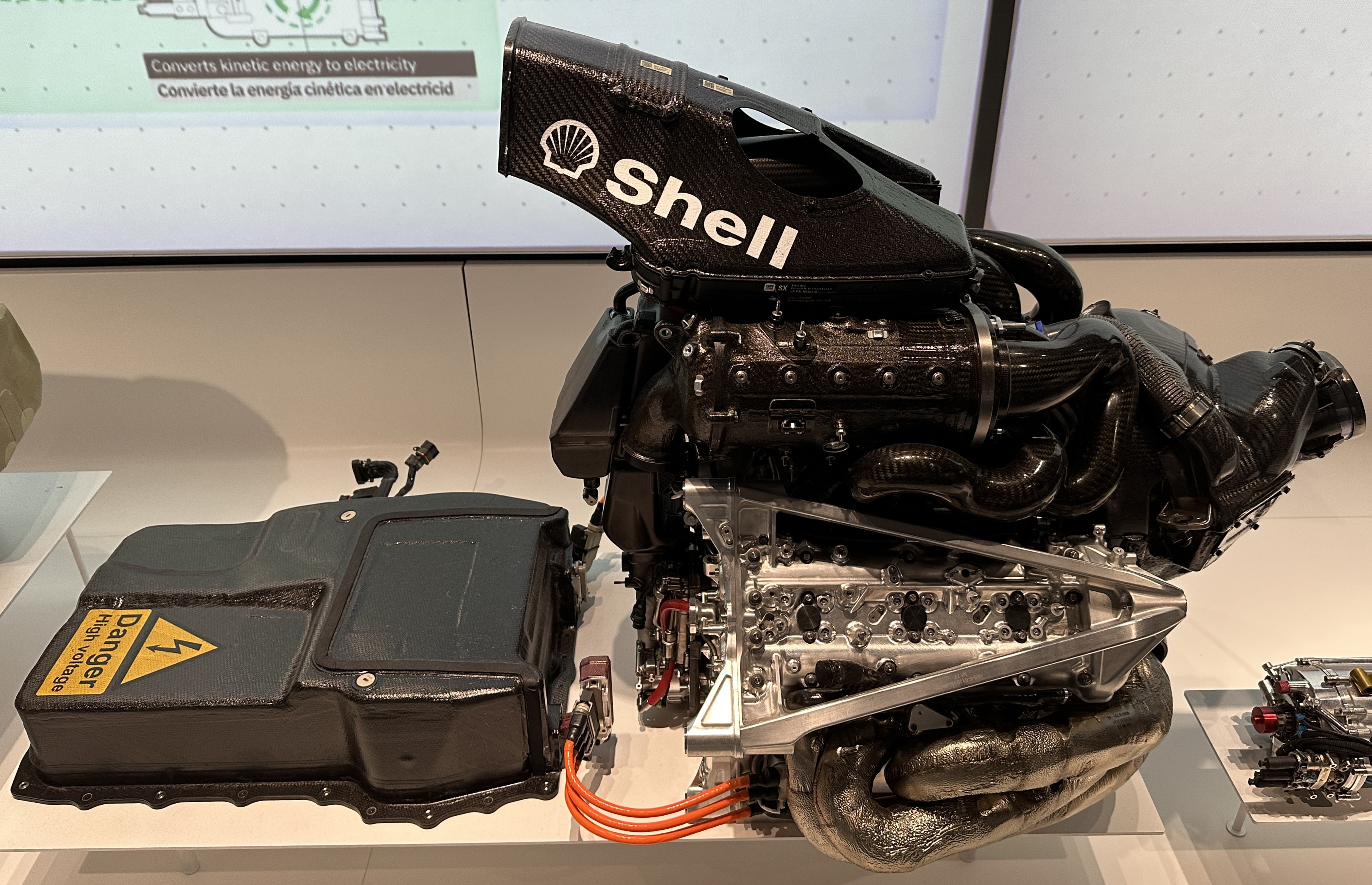
La power unit 065/6 usata da Ferrari nella stagione 2021, con motore a combustione interna abbinato a un'unità di accumulo di energia: tale sistema di propulsione turbo-ibrida è in uso in Formula 1 dalla stagione 2014.

Questo è un elenco dei vari motori utilizzati nel campionato mondiale di Formula 1, dalla nascita nel 1950 a oggi
L'obiettivo è quello di rendere più semplice la ricerca, per venire incontro alla difficoltà di ricordare la sigla identificativa del motore.
Si deve notare che per quanto durante gli anni si sia arrivati a soluzioni comuni, la Formula 1 è stata una "palestra tecnologica" notevole; nella lista sarà possibile venire a conoscenza di propulsori meno canonici.
A questo proposito meritano particolare attenzione i motori con disegno poco comune come i motori ad otto cilindri in linea, a dodici cilindri a W, e ancora a 16 cilindri a V ed H, a turbina doppia, così come anche i quattro cilindri in linea, e boxer.
Fino al 2013 erano in uso motori V8 (8 cilindri) aspirati di 90° con cilindrata 2,4L (2400 cm³), come imposto dal regolamento FIA dal 2006 in poi. La potenza di ogni motore variava all'incirca tra i 725 e i 745 CV, con un regime massimo di rotazione imposto a 18.000rpm (19.000 fino al 2009).
Il regolamento imponeva un alesaggio massimo di 98 mm e un peso minimo del motore imposto a 95 kg.
I rapporti di compressione si aggirano intorno ai 13:1 e l'accelerazione massima dei pistoni intorno agli 80 km/s².
Dal 2014 sono previsti motori V6 turbo ibridi - da 1.6L (1600 cm³) sarà consentita una sola turbina - che avrebbero dovuto abbassare i costi di sviluppo delle vetture, ma con adeguamento nel 2019 a due turbine.

## Motori Acer
- Acer 01A (2001): 3.0L - V10 90° (motore Ferrari 049/C marchiato Acer per ragioni commerciali)

## Motori Alfa Romeo
- Alfa Romeo 158 (1950-51): 1.5L - 8 cilindri in linea compressore
- Alfa Romeo T33 (1970-71): 3.0L - V8 90°
- Alfa Romeo 115-12 (1976-79): 3.0L - 12 cilindri - 180°Boxer
- Alfa Romeo 1260 (1979-83): 3.0L - V12 60°
- Alfa Romeo 890T (1983-88): 1.5L - V8 90° turbo
- Alfa Romeo 415/85T (1987, mai usato): 1.5L - 4 cilindri in linea turbo

## Motori Alta Car
- Alta L4C (1950-51): 1.5L - 4 cilindri in linea compressore
- Alta L4 (1952-53): 1.5L - 4 cilindri in linea
- Alta F2 L4 (1952-54): 2.0L - 4 cilindri in linea
- Alta GP L4 (1954-59): 2.5L - 4 cilindri in linea

## Motori Arrows
- Arrows T2-F1 (1998): 3.0L - V10 72° (motore Hart 1030 marchiato Arrows)
- Arrows A20E (1999): 3.0L - V10 72° (evoluzione del motore precedente)

## Motori Asiatech
- Asiatech 001 (2001): 3.0L - V10 72° (derivato dal motore Peugeot A20)
- Asiatech AT02 (2002): 3.0L - V10 72° (derivato dal motore Peugeot A20)

## Motori Aston Martin
- Aston Martin RB6 (1959-60): 2.5L - 6 cilindri in linea

## Motori ATS
- ATS Tipo 100 (1963-64): 1.5L - V8 90°

## Motori BMW
- BMW 328 (1952-54): 2.0L - 6 cilindri in linea
- BMW M10V "Apfelbeck" (1967): 1.6L - 4 cilindri in linea
- BMW M12/3 (1968): 2.0L - 4 cilindri in linea
- BMW M12/13 (1982-87): 1.5L - 4 cilindri in linea turbo
- BMW E41 (2000): 3.0L - V10 72°
- BMW P80 (2001): 3.0L - V10 90°
- BMW P82 (2002): 3.0L - V10 90°
- BMW P83 (2003): 3.0L - V10 90°
- BMW P84 (2004): 3.0L - V10 90°
- BMW P84/5 (2005): 3.0L - V10 90°
- BMW P86 (2006): 2.4L - V8 90°
- BMW P86/7 (2007): 2.4L - V8 90°
- BMW P86/8 (2008): 2.4L - V8 90°
- BMW P86/9 (2009): 2.4L - V8 90°

## Motori Borgward
- Borgward 1500 RS (1959): 1.5L - 4 cilindri in linea

## Motori Bristol
- Bristol BS1 (1952-55): 2.0L - 6 cilindri in linea (derivato dal motore BMW 328)
- Bristol BS2 (1956-57): 2.2L - 6 cilindri in linea

## Motori BRM
- BRM P15 (1951): 1.5L - V16 135° compressore
- BRM P25 (1956-60): 2.5L - 4 cilindri in linea
- BRM P56 (1962-65): 1.5L - V8 90°
- BRM P60 (1966-67): 2.0L - V8 90°
- BMR P75 (1966-68): 3.0L - 16 cilindri a H
- BRM P101 (1967-69): 3.0L - V12 60°
- BRM P142 (1969-74): 3.0L - V12 60°
- BRM P192 (1974): 3.0L - V12
- BRM P200 (1975-76): 3.0L - V12
- BRM P202 (1977): 3.0L - V12

## Motori Bugatti
- Bugatti 251 (1956): 2.5L - 8 cilindri in linea

## Motori Cosworth
I motori Cosworth prodotti dal 1967 al 1999 sono sempre stati impiegati col marchio Ford. Vedi Motori Ford Cosworth.
- Cosworth CR-2 (2000): 3.0L - V10 72°
- Cosworth CR-3 (2001-03): 3.0L - V10 72°
- Cosworth CR-3L (2004): 3.0L - V10 72°
- Cosworth CR-4 (2002): 3.0L - V10 72°
- Cosworth CR-5 (2003): 3.0L - V10 72°
- Cosworth CR-6 (2004): 3.0L - V10 72°
- Cosworth TJ2005 (2005): 3.0L - V10 90°
- Cosworth TJ2006 (2006): 3.0L - V10 90°
- Cosworth CA2006 (2006): 2.4L - V8 90°
- Cosworth CA2010 (2010): 2.4L - V8 90°
- Cosworth CA2011 (2011): 2.4L - V8 90°
- Cosworth CA2012 (2012): 2.4L - V8 90°
- Cosworth CA2013 (2013): 2.4L - V8 90°

## Motori Coventry Climax
- Coventry Climax FPF (1957-58): 2.0/2.2L - 4 cilindri in linea
- Coventry Climax FPF (1958-60): 2.5L - 4 cilindri in linea
- Coventry Climax FPF (1959-65): 1.5L - 4 cilindri in linea
- Coventry Climax FPF (1966-69): 2.8L - 4 cilindri in linea
- Coventry Climax FWMV (1961-67): 1.5L - V8 90°
- Coventry Climax FWMV (1966-67): 2.0L - V8 90°

## Motori European
- European V10 (2001): 3.0L -  V10 72° (Ford Zetec-R VJ clienti aggiornato dall'European Engine Division di Paul Stoddart)

## Motori Ferrari
- Ferrari Tipo 125 (1950-51): 1.5L - V12 60° compressore
- Ferrari Tipo 166 (1950-53): 2.0L - V12 60°
- Ferrari Tipo 275 (1950): 3.3L - V12 60°
- Ferrari Tipo 375 (1950-51): 4.5L - V12 60°
- Ferrari Tipo 212 (1951-52): 2.6L - V12 60°
- Ferrari Tipo 500 (1952-53): 2.0L -  4 cilindri in linea
- Ferrari Tipo 106 (1953-56): 2.0L -  4 cilindri in linea
- Ferrari Tipo 107 (1954-55): 2.0L -  4 cilindri in linea
- Ferrari Dino 246 (1958-60): 2.4L - V6 65°
- Ferrari Tipo 178 (1961-64): 1.5L - V6 120°
- Ferrari Tipo 188 (1961-62): 1.5L - V6 65°
- Ferrari Tipo 205B (1964-65): 1.5L - V8 90°
- Ferrari Tipo 207 (1964-65): 1.5L - V12 180°
- Ferrari Tipo 218 (1966-67): 3.0L - V12 60°
- Ferrari Tipo 228 (1966): 2.4L - V6 65°
- Ferrari Tipo 242 (1967-68): 3.0L - V12 60°
- Ferrari Tipo 255C (1969): 3.0L - V12 60°
- Ferrari Tipo 001 (1970-75): 3.0L - V12 180°
- Ferrari Tipo 015 (1975-80): 3.0L - V12 180°
- Ferrari Tipo 021 (1981-83): 1.5L - V6 120° turbo
- Ferrari Tipo 031 (1984-85): 1.5L - V6 120° turbo
- Ferrari Tipo 032 (1986): 1.5L - V6 120° turbo
- Ferrari Tipo 033D (1987): 1.5L - V6 90° turbo
- Ferrari Tipo 033E (1988): 1.5L - V6 90° turbo
- Ferrari Tipo 035/5 (1989): 3.5L - V12 65°
- Ferrari Tipo 036 (1990): 3.5L - V12 65°
- Ferrari Tipo 037 (1990): 3.5L - V12 65°
- Ferrari Tipo 291 (1991): 3.5L - V12 65°
- Ferrari E1-A92 (1992): 3.5L - V12 65°
- Ferrari E2-A93 (1993): 3.5L - V12 65°
- Ferrari Tipo 041 (1994): 3.5L - V12 65°
- Ferrari Tipo 043 (1994): 3.5L - V12 75°
- Ferrari 044/1 (1995): 3.0L - V12 75°
- Ferrari Tipo 046/1 (1996): 3.0L - V10 75°
- Ferrari Tipo 046/2 (1997): 3.0L - V10 75°
- Ferrari Tipo 047 (1998): 3.0L - V10 80°
- Ferrari Tipo 048 (1999): 3.0L - V10 80°
- Ferrari Tipo 049 (2000): 3.0L - V10 90°
- Ferrari Tipo 050 (2001-02): 3.0L - V10 90°
- Ferrari Tipo 051 (2002-03): 3.0L - V10 90°
- Ferrari Tipo 052 (2003): 3.0L - V10 90°
- Ferrari Tipo 053 (2004): 3.0L - V10 90°
- Ferrari Tipo 054 (2005): 3.0L - V10 90°
- Ferrari Tipo 055 (2005): 3.0L - V10 90°
- Ferrari Tipo 056 (2006-13): 2.4L - V8 90°
- Ferrari Tipo 059/3 (2014): 1.6L - V6 90° turbo
- Ferrari Tipo 060 (2015): 1.6L - V6 90° turbo
- Ferrari Tipo 061 (2016): 1.6L - V6 90° turbo
- Ferrari Tipo 062 (2017): 1.6L - V6 90° turbo
- Ferrari Tipo 063 (2018): 1.6L - V6 90° turbo
- Ferrari Tipo 064 (2019): 1.6L - V6 90° turbo
- Ferrari Tipo 065 (2020): 1.6L - V6 90° turbo
- Ferrari Tipo 065/6 (2021): 1.6L - V6 90° turbo
- Ferrari Tipo 066/7 (2022): 1.6L - V6 90° turbo
- Ferrari Tipo 066/10 (2023): 1.6L - V6 90° turbo
- Ferrari Tipo 066/12 (2024): 1.6L - V6 90° turbo
- Ferrari Tipo 066/15 (2025): 1.6L - V6 90° turbo

## Motori Fondmetal
- Fondmetal V10 (2000): 3.0L -  V10 72° (Ford Zetec-R VJ clienti aggiornato dalla Fondmetal)

## Motori Ford Cosworth
Tutti i seguenti motori sono stati prodotti da Cosworth e marchiati Ford, che ne finanziava il progetto. Dal 1998 al 2004 la Cosworth fu di proprietà della Ford.
- Ford Cosworth DFV (1967-83): 3.0L - V8 90°
- Ford Cosworth DFY (1983-85): 3.0L - V8 90°
- Ford Cosworth GBA (1986-87): 1.5L - V6 120° turbo
- Ford Cosworth DFZ (1987-88): 3.5L - V8 90°
- Ford Cosworth DFR (1988-91): 3.5L - V8 90°
- Ford Cosworth HB (1989-94): 3.5L - V8 90°
- Ford Cosworth Zetec-R (EC) (1994): 3.5L - V8 90°
- Ford Cosworth Zetec-R (ECA) (1995-97): 3.0L - V8 90°
- Ford Cosworth ED (1995-97): 3.0L - V8 90°
- Ford Cosworth Zetec-R (JD) (1996-98): 3.0L - V10 72°
- Ford Cosworth Zetec-R (VJ) (1998-99): 3.0L - V10 72°
- Ford Cosworth CR-1 (1999): 3.0L - V10 90°
- Ford RS1 (2003): 3.0L - V10 90° (versione clienti del Cosworth CR-4)
- Ford RS2 (2004): 3.0L - V10 90° (versione clienti del Cosworth CR-6)

## Motori Gordini
- Simca-Gordini 15C (1950-51): 1.5L - 4 cilindri in linea compressore
- Simca-Gordini 16 (1952-53): 1.5L - 4 cilindri in linea
- Gordini 20 (1952-53): 2.0L - 6 cilindri in linea
- Gordini 23 (1954-56): 2.5L - 6 cilindri in linea
- Gordini 25 (1955-56): 2.5L - 8 cilindri in linea

## Motori Hart
- Hart 415T (1981-86): 1.5L - 4 cilindri in linea turbo
- Hart 1035 (1993-94): 3.5L - V10 72°
- Hart 830 (1995-97): 3.0L - V8 72°
- Hart 1030 (1998-99): 3.0L - V10 72° (utilizzato solo con marchio Arrows)

## Motori Honda
- Honda RA271E (1964): 1.5L - V12 60°
- Honda RA272E (1965): 1.5L - V12 60°
- Honda RA273E (1966-68): 3.0L - V12 90°
- Honda RA301E (1968): 3.0L - V12 90°
- Honda RA302E (1968): 3.0L - V8 120°
- Honda RA163E (1983): 1.5L - V6 80° turbo
- Honda RA164E (1984): 1.5L - V6 80° turbo
- Honda RA165E (1985): 1.5L - V6 80° turbo
- Honda RA166E (1986-87): 1.5L - V6 80° turbo
- Honda RA167E (1987): 1.5L - V6 80° turbo
- Honda RA168E (1988): 1.5L - V6 80° turbo
- Honda RA109E (1989): 3.5L - V10 72°
- Honda RA100E (1990): 3.5L - V10 72°
- Honda RA101E (1991): 3.5L - V10 72°
- Honda RA121E (1991): 3.5L - V12 60°
- Honda RA122E (1992): 3.5L - V12 75°
- Honda RA099E (F4YE) (1999): 3.0 - V10
- Honda RA000E (2000): 3.0L - V10
- Honda RA001E (2001): 3.0L - V10
- Honda RA002E (2002): 3.0L - V10
- Honda RA003E (2003): 3.0L - V10
- Honda RA004E (2004): 3.0L - V10
- Honda RA005E (2005): 3.0L - V10 90°
- Honda RA806E (2006): 2.4L - V8 90°
- Honda RA807E (2007): 2.4L - V8 90°
- Honda RA808E (2008): 2.4L - V8 90°
- Honda RA615H (2015): 1.6L - V6 90° turbo
- Honda RA616H (2016): 1.6L - V6 90° turbo
- Honda RA617H (2017): 1.6L - V6 90° turbo
- Honda RA618H (2018): 1.6L - V6 90° turbo
- Honda RA619H (2019): 1.6L - V6 90° turbo
- Honda RA620H (2020): 1.6L - V6 90° turbo
- Honda RA621H (2021): 1.6L - V6 90° turbo

Dal 2022 tutti i motori realizzati da Honda saranno marchiati Red Bull, neo-divisione dell'omonima azienda austriaca produttrice di bevande energetiche. Vedi Motori Red Bull

## Motori Ilmor
- Ilmor LH10 (1991-92): 3.5L - V10 72°
- Ilmor 2175A (1993-94): 3.5L - V10 72° (impiegato anche con marchio Sauber)
- Ilmor 2175B (1994): 3.5L - V10 72° (impiegato solo con marchio Mercedes-Benz)

Dal 1995 in poi tutti i motori realizzati da Ilmor furono marchiati esclusivamente Mercedes-Benz; nel 2002 la casa tedesca acquisì il controllo del motorista inglese e nel 2005 ne cambiò il nome in Mercedes-Benz High Performance Engines. Vedi Motori Mercedes-Benz

## Motori Judd
- Judd CV (1988-90): 3.5L - V8 90°
- Judd EV (1989-91): 3.5L - V8 76°
- Judd GV (1991-94): 3.5L - V10 72° (impiegato anche con marchio Yamaha)
- Judd HV (1995): 3.0L - V10 72° (impiegato solo con marchio Yamaha)
- Judd JV (1996-97): 3.0L - V10 72° (impiegato solo con marchio Yamaha)

Dal 1993 in poi i motori Judd furono realizzati in collaborazione con Yamaha e impiegati col marchio giapponese.

## Motori Lamborghini
- Lamborghini LE3512 (1989-93): 3.5L - V12 80°

## Motori Lancia
- Lancia DS50 (1954-55): 2.5L - V8 90°

Nel luglio 1955 la Lancia si ritira dalla F1 e cede tutto il materiale alla Ferrari, che continua a sviluppare e impiegare il motore fino al 1957.

## Motori Lea-Francis
- Lea-Francis F2 (1952-54): 2.0L - 4 cilindri in linea

## Motori Life
- Life F35 (1990): 3.5L - W12 (3 bancate a 60°)

## Motori Maserati
- Maserati 4CLT (1950-51): 1.5L - 4 cilindri in linea compressore
- Maserati A6GCM (1952-54): 2.0L - 6 cilindri in linea
- Maserati 250F (1954-60): 2.5L - 6 cilindri in linea
- Maserati 250F T2 (1957): 2.5L - V12 60°
- Maserati Tipo 6 (1961-63): 1.5L - 4 cilindri in linea
- Maserati Tipo 9 (1966-68): 3.0L - V12 60°
- Maserati Tipo 10 (1967-69): 3.0L - V12 60°

## Motori Matra
- Matra MS9 (1968): 3.0L - V12 60°
- Matra MS12 (1970): 3.0L - V12 60°
- Matra MS71 (1971): 3.0L - V12 60°
- Matra MS72 (1972): 3.0L - V12 60°
- Matra MS73 (1975-76): 3.0L - V12 60°
- Matra MS76 (1977-78): 3.0L - V12 60°
- Matra MS78 (1978): 3.0L - V12 60°
- Matra MS81 (1981-82): 3.0L - V12 60°
- Matra MS82 (1981) : 1.5L V6 120°

## Motori Mecachrome
- Mecachrome GC37-01 (1998): 3.0L - V10 71° (evoluzione del Renault RS9B del 1997; impiegato anche con marchio Playlife)

Nel 1999 e 2000 i motori Mecachrome furono forniti tramite la Supertec.

## Motori Megatron
- Megatron M12/13 (1987-88): 1.5L - 4 cilindri in linea turbo

Dopo il ritiro della BMW a fine 1986, la squadra Arrows continuò ad usare il motore M12/13 grazie al supporto dello sponsor USF&G che lo ridenominò Megatron. La preparazione era curata da Heini Mader.

## Motori Mercedes-Benz
- Mercedes-Benz M196 (1954-55): 2.5L - 8 cilindri in linea
- Mercedes-Benz 2175B (1994): 3.5L - V10 72°
- Mercedes-Benz FO 110 (1995): 3.0L - V10 75°
- Mercedes-Benz FO 110D (1996): 3.0L - V10 75°
- Mercedes-Benz FO 110E (1997): 3.0L - V10 75°
- Mercedes-Benz FO 110F (1997): 3.0L - V10 72°
- Mercedes-Benz FO 110G (1998): 3.0L - V10 72°
- Mercedes-Benz FO 110H (1999): 3.0L - V10 72°
- Mercedes-Benz FO 110J (2000): 3.0L - V10 72°
- Mercedes-Benz FO 110K (2001): 3.0L - V10 72°
- Mercedes-Benz FO 110M (2002-03): 3.0L - V10 90°
- Mercedes-Benz FO 110Q (2004): 3.0L - V10 90°
- Mercedes-Benz FO 110R (2005): 3.0L - V10 90°
- Mercedes-Benz FO 108S (2006): 2.4L - V8 90°
- Mercedes-Benz FO 108T (2007): 2.4L - V8 90°
- Mercedes-Benz FO 108V (2008): 2.4L - V8 90°
- Mercedes-Benz FO 108W (2009): 2.4L - V8 90°
- Mercedes-Benz FO 108X (2010): 2.4L - V8 90°
- Mercedes-Benz FO 108Y (2011): 2.4L - V8 90°
- Mercedes-Benz FO 108Z (2012): 2.4L - V8 90°
- Mercedes-Benz FO 108F (2013): 2.4L - V8 90°
- Mercedes-Benz PU 106A Hybrid (2014): 1.6L - V6 90° turbo
- Mercedes-Benz PU 106B Hybrid (2015): 1.6L - V6 90° turbo
- Mercedes-Benz PU 106C Hybrid (2016): 1.6L - V6 90° turbo
- Mercedes-AMG F1 M08 EQ Power+ (2017): 1.6L - V6 90° turbo
- Mercedes-AMG F1 M09 EQ Power+ (2018): 1.6L - V6 90° turbo
- Mercedes-AMG F1 M10 EQ Power+ (2019): 1.6L - V6 90° turbo
- Mercedes-AMG F1 M11 EQ Performance (2020): 1.6L - V6 90º turbo
- Mercedes-AMG F1 M12 E Performance (2021): 1.6L - V6 90° turbo
- Mercedes-AMG F1 M13 E Performance (2022): 1.6L - V6 90° turbo
- Mercedes-AMG F1 M14 E Performance (2023): 1.6L - V6 90° turbo
- Mercedes-AMG F1 M15 E Performance (2024): 1.6L - V6 90° turbo
- Mercedes-AMG F1 M16 E Performance (2025): 1.6L - V6 90° turbo

Dal 1994 al 2005 tutti i motori Mercedes-Benz furono realizzati da Ilmor; nel 2002 la casa tedesca acquisì il controllo del motorista e nel 2005 ne cambiò il nome in Mercedes-Benz High Performance Engines. Dal 2012 il nome è Mercedes-AMG High Performance Powertrains.

## Motori della Motori Moderni
- Motori Moderni Tipo 615-90 (1985-87): 1.5L - V6 90° turbo
- Motori Moderni 1235 (1990): 3.5L - V12 180° (impiegato col marchio Subaru)

## Motori Mugen-Honda
- Mugen Honda MF-350 (1989): 3.5L - V8 90° (prototipo mai impiegato)
- Mugen Honda MF-351H (1992): 3.5L - V10 72° (derivato dall'Honda RA101E)
- Mugen Honda MF-351HB (1993): 3.5L - V10 72°
- Mugen Honda MF-351HC (1994): 3.5L - V10 72°
- Mugen Honda MF-301H (1995): 3.0L - V10 72°
- Mugen Honda MF-301HA (1996): 3.0L - V10 72°
- Mugen Honda MF-301HB (1997): 3.0L - V10 72°
- Mugen Honda MF-301HC (1998): 3.0L - V10 72°
- Mugen Honda MF-301HD (1999): 3.0L - V10 72°
- Mugen Honda MF-301HE (2000): 3.0L - V10 72°

## Motori Offenhauser
- Offenhauser 241 4 cilindri in linea
- Offenhauser 4270 4 cilindri in linea
- Offenhauser 4255 4 cilindri in linea
- Offenhauser 4252 4 cilindri in linea

## Motori Pederzani
- Pederzani F1 (1972) su Tecno F1: 12 cilindri a V di 180°, aspirato  (inserito nel telaio con funzione portante) Cilindrata: 2995 cm³  Alesaggio × Corsa: 81 × 48  mm  Rapporto di compressione:  11:1 Distribuzione: doppio albero a camme in testa 4 valvole per cilindro Potenza: 440 cv a 11000 r.p.m.

## Motori Petronas
- Petronas SPE 01 (1997): 3.0L - V10 75° (Ferrari Tipo 046)
- Petronas SPE 01D (1998): 3.0L - V10 75° (Ferrari Tipo 046/2)
- Petronas SPE 03A (1999): 3.0L - V10 80° (Ferrari Tipo 047)
- Petronas SPE 04A (2000): 3.0L - V10 80° (Ferrari Tipo 048)
- Petronas 01A (2001): 3.0L - V10 90° (Ferrari Tipo 049)
- Petronas 02A (2002): 3.0L - V10 90° (Ferrari Tipo 050)
- Petronas 03A (2003): 3.0L - V10 90° (Ferrari Tipo 051)
- Petronas 04A (2004): 3.0L - V10 90° (Ferrari Tipo 053)
- Petronas 05A (2005): 3.0L - V10 90° (Ferrari Tipo 054)

Motori impiegati dalla Sauber e rimarchiati per ragioni commerciali.

## Motori Peugeot
- Peugeot A4 (1994): 3.5L - V10 75°
- Peugeot A6 (1994): 3.5L - V10 75°
- Peugeot A10 (1995): 3.0L - V10 72°
- Peugeot A12 (1996): 3.0L - V10 72°
- Peugeot A14 (1997): 3.0L - V10 72°
- Peugeot A16 (1998): 3.0L - V10 72°
- Peugeot A18 (1999): 3.0L - V10 72°
- Peugeot A20 (2000): 3.0L - V10 72°

## Motori Playlife
- Playlife GC37-01 (1998): 3.0L - V10 71° (motore Mecachrome GC37-01)
- Playlife FB01 (1999): 3.0L - V10 71° (motore Supertec FB01)
- Playlife FB02 (2000): 3.0L - V10 71° (motore Supertec FB02)

Motori impiegati dalla Benetton e rimarchiati per ragioni commerciali.

## Motori Porsche
- Porsche 547/3 (1957-64): 1.5L - 4 cilindri boxer
- Porsche 753 (1962): 1.5L - 8 cilindri boxer
- Porsche TTE PO1 (1983-87): 1.5L V6 90° turbo (utilizzato solo con marchio TAG)
- Porsche 3512 (1991): 3.5L - V12 80°

## Motori Pratt&Whitney
- Pratt&Whitney STNB6B-74 (1971): motore turbina a gas alimentato a kerosene

## Motori Red Bull
- Red Bull RBPTH001 (2022-23): 1.6L - V6 90° turbo (progettato ed assemblato da Honda)
- Red Bull RBPTH002 (2024): 1.6L - V6 90° turbo (progettato ed assemblato da Honda)
- Red Bull RBPTH003 (2025): 1.6L - V6 90° turbo (progettato ed assemblato da Honda)

Dal 2023 sono marchiati Honda Red Bull.

## Motori Renault
- Renault EF1 (1977-83): 1.5L V6 90° turbo
- Renault EF4 (1984): 1.5L V6 90° turbo
- Renault EF4B (1984-85): 1.5L V6 90° turbo
- Renault EF15 (1985-86): 1.5L V6 90° turbo
- Renault EF15B (1986): 1.5L V6 90° turbo
- Renault RS1 (1989): 3.5L V10 67°
- Renault RS2 (1990): 3.5L V10 67°
- Renault RS3 (1991-92): 3.5L V10 67°
- Renault RS4 (1992): 3.5L V10 67°
- Renault RS5 (1993): 3.5L V10 67°
- Renault RS6 (1994): 3.5L V10 67°
- Renault RS7 (1995): 3.0L V10 67°
- Renault RS8 (1996): 3.0L V10 67°
- Renault RS9 (1997): 3.0L V10 71°
- Renault RS21 (2001): 3.0L V10 111°
- Renault RS22 (2002): 3.0L V10 111°
- Renault RS23 (2003): 3.0L V10 111°
- Renault RS24 (2004): 3.0L V10 72°
- Renault RS25 (2005): 3.0L V10 72°
- Renault RS26 (2006): 2.4L V8 90°
- Renault RS27 (2007-13): 2.4L V8 90°
- Renault Energy F1 2014 (2014): 1.6L - V6 90° turbo
- Renault Energy F1 2015 (2015): 1.6L - V6 90° turbo
- Renault R.E.16 (2016): 1.6L - V6 90° turbo (solo da Red Bull, marchiato TAG Heuer)
- Renault R.E.17 (2017): 1.6L - V6 90° turbo (solo da Red Bull, marchiato TAG Heuer)
- Renault R.E.18 (2018): 1.6L - V6 90° turbo (solo da Red Bull, marchiato TAG Heuer)
- Renault E-Tech 19 (2019): 1.6L - V6 90° turbo
- Renault E-Tech 20 (2020): 1.6L - V6 90° turbo
- Renault E-Tech 21 (2021): 1.6L - V6 90° turbo
- Renault E-Tech RE22 (2022): 1.6L - V6 90° turbo
- Renault E-Tech RE23 (2023): 1.6L - V6 90° turbo
- Renault E-Tech RE24 (2024): 1.6L - V6 90° turbo
- Renault E-Tech RE25 (2025): 1.6L - V6 90° turbo

## Motori Repco
- Repco 620 (1966-68): 3.0L - V8 90°
- Repco 740 (1967-69): 3.0L - V8 90°
- Repco 860 (1968): 3.0L - V8 90°

## Motori Sauber
- Sauber 2175A (1993): 3.5L - V10 72° (motore Ilmor 2175A rimarchiato per ragioni commerciali)

## Motori Serenissima
- Serenissima M166 (1966): 3.0L - V8 90°

## Motori Subaru
- Subaru 1235 (1990): 3.5L - V12 180° (Motori Moderni 1235 rivisto da Subaru)

## Motori Supertec
- Supertec FB01 (1999): 3.0L - V10 71° (evoluzione del Renault RS9B del 1997, rivisto da Mecachrome e utilizzato anche con marchio Playlife)
- Supertec FB02 (2000): 3.0L - V10 71° (evoluzione del Renault RS9B del 1997, rivisto da Mecachrome e utilizzato anche con marchio Playlife)

## Motori TAG
- TAG Porsche TTE PO1 (1983-87): 1.5L - V6 80°

## Motori TAG Heuer
- TAG Heuer R.E.16 (2016): 1.6L V6 90° turbo (motore Renault R.E. 16)
- TAG Heuer R.E.17 (2017): 1.6L V6 90° turbo (motore Renault R.E. 17)
- TAG Heuer R.E.18 (2018): 1.6L V6 90° turbo (motore Renault R.E. 18)

Motori utilizzati solamente da Red Bull e rimarchiati per ragioni commerciali.

## Motori Toyota
- Toyota RVX-01 (2001): 3.0L - V10 72° (motore impiegato solamente nei test pre-campionato della stagione 2001, ma mai utilizzato in gara)
- Toyota RVX-02 (2002): 3.0L - V10 72°
- Toyota RVX-03 (2003): 3.0L - V10 72°
- Toyota RVX-04 (2004): 3.0L - V10 72°
- Toyota RVX-05 (2005): 3.0L - V10 72°
- Toyota RVX-06 (2006): 2.4L - V8 90°
- Toyota RVX-07 (2007): 2.4L - V8 90°
- Toyota RVX-08 (2008): 2.4L - V8 90°
- Toyota RVX-09 (2009): 2.4L - V8 90°

## Motori Weslake
- Weslake Type 58 (1966-69): 3.0L - V12 60°

## Motori Yamaha
- Yamaha OX88 (1989): 3.5L - V8 75° (progettato insieme a Ford e Cosworth)
- Yamaha OX99 (1991-92): 3.5L - V12 70°
- Yamaha OX10A (1993): 3.5L - V10 72° (derivato dal Judd GV)
- Yamaha OX10B (1994): 3.5L - V10 72° (derivato dal Judd GV)
- Yamaha OX10C (1995): 3.0L - V10 72° (derivato dal Judd HV)
- Yamaha OX11A (1996-97): 3.0L - V10 72° (derivato dal Judd JV)

## Motori Zakspeed
- Zakspeed 1500/4 (1985-88): 1.5L - 4 cilindri in linea turbo